# Diofantí
Un nombre real {\displaystyle \omega } es diu diofantí si existeixen nombres reals positius {\displaystyle \gamma ,\tau } tals que per a tot nombre racional {\displaystyle {\frac {p}{q}}} es compleix
{\displaystyle \left|q\omega -p\right|\geq {\frac {\gamma }{|q|^{\tau }}}}.
Un vector amb components reals {\displaystyle \omega =(\omega _{1},\dots ,\omega _{n})} és diofantí si existeixen nombres reals positius {\displaystyle \gamma ,\tau } tals que per a tot vector amb components enteres {\displaystyle k=(k_{1},\dots ,k_{n})} es compleix
{\displaystyle |k\cdot \omega |\geq {\frac {\gamma }{|k|_{1}^{\tau }}},}
a on {\displaystyle k\cdot \omega } és el producte escalar i {\displaystyle |k|_{1}:=\sum _{i=1}^{n}|k_{i}|} és la norma {\displaystyle \ell _{1}}.